# Слуцьк (футбольний клуб)
ФК «Слуцьк» (біл. ФК Слуцк) — білоруський футбольний клуб з міста Слуцьк, заснований 1998 року. На професійному рівні виступи проводить з 2008 року. З 2014 року клуб грає у Вищій лізі чемпіонату Білорусі.

## Історія
Команда ФК «Слуцьк» була заснована у 1998 році за підтримки Слуцького цукрового комбінату.

### Виступи у чемпіонаті Мінської області
1998 рік - команда стає чемпіоном Мінської області (Друга ліга).
1999 рік - Перша ліга Мінської області з футболу - 6 місце.
З 2000 по 2007 роки «Слуцькцукор» грає в Першій лізі Мінської області з футболу. За цей час двічі стає чемпіоном області - у 2002 та 2007 році; у 2003 та 2005 році - «срібні» призери чемпіонату.

### Виступи у нижчих лігах чемпіонату Білорусі
У 2008 році команда з назвою «Слуцькцукор» вперше подала заявку до участі у другу лігу чемпіонату Білорусі. У першому сезоні команда посіла 5-е місце. Вже наступного року слуцький колектив піднявся на четверте місце, не витримавши конкуренції за бронзові медалі в останньому турі проти ФК «Осиповичі». Прогресуючи з кожним роком ФК «Слуцьк» у 2010 році завоював срібло другої ліги чемпіонату Білорусі.
У 2011 році команда була зареєстрована як громадське об'єднання «Спортивний футбольний клуб «Слуцьк» і офіційно стала міською командою. Через реконструкцію міського стадіону у Слуцьку всі домашні ігри команда проводила на стадіоні «Будівельник» в Солігорську. У своєму першому сезоні в першій лізі клуб посів 5 місце. У 2012 році на початку сезону свої домашні виступи команда знову проводила в Солігорську, проте вже в червні після зведення двох додаткових трибун слуцький міський стадіон прийняв матчі першої ліги. За підсумками сезону команда значно підсилившись в міжсезоння знову посіле 5 місце.
У сезоні 2013 команда боролася з «ФК Городея» за прямий вихід у Вищу лігу. Команда мало пропускала завдяки впевненим діям воротаря Артура Лесько. Довгий час перебувала на другому місці. За підсумками сезону команда після 21-го туру завоювала право виступити у Вищій лізі, посівши перше місце.